# Ulrika Knape
Ulrika Knape (ur. 26 kwietnia 1955 w Göteborgu) – szwedzka skoczkini do wody. Wielokrotna medalistka olimpijska.
W Monachium zdobyła dwa medale – triumfowała w skokach z wieży (10 m), na trampolinie (3 m) zajęła drugie miejsce. Cztery lata później zdobyła srebro w skokach z wieży. Dwukrotnie, w 1973 i 1975, była medalistką mistrzostw świata. W 1972 została uhonorowana nagrodą Svenska Dagbladets guldmedalj. Po wyjściu za mąż za Mathza Lindberga nosiła jego nazwisko.

## Starty olimpijskie (medale)
Monachium 1972
- wieża – złoto
- trampolina – srebro

Montreal 1976
- wieża – srebro